# 毗斯迦福里斯特 (北卡羅萊納州)
毗斯迦福里斯特（英語：Pisgah Forest）是位於美國北卡羅萊納州特蘭西瓦尼亞縣的非建制地區。

## 歷史
毗斯迦福里斯特的郵局自1906年營運至今。

## 地理
毗斯迦福里斯特所處的海拔為高於海平面640米（即2100英呎），而該地所採用的時區為UTC-5，即北美东部时区（EST）。同時該地設有夏令時間，為UTC-5調快一小時，即UTC-4（EDT）。